# Rajd Wisły 1973
23. Rajd Wisły – 23. edycja Rajdu Wisły. Był to rajd samochodowy rozgrywany od 14 do 15 września 1973 roku. Była to czwarta runda Rajdowych Samochodowych Mistrzostw Polski w roku 1973. Rajd składał się z dziewięciu odcinków specjalnych i dwóch próby szybkości górskiej. Został rozegrany na nawierzchni asfaltowej. Zwycięzcą rajdu został Sobiesław Zasada.

## Wyniki końcowe rajdu[1][2]
| Miejsce | Kierowca             | Pilot                 | Samochód              | Czas  | Strata | Grupa Klasa |
| ------- | -------------------- | --------------------- | --------------------- | ----- | ------ | ----------- |
| 1       | Sobiesław Zasada     | Ewa Zasada            | Porsche Carrera RS    | 37:38 | -      | III/9-13    |
| 2       | Lelio Lattari        | Jacek Różański        | Alfa Romeo 2000 GTV   | 39:58 | +2:20  | I/9-13      |
| 3       | Tomasz Ciecierzyński | Andrzej Bielewicz     | Alfa Romeo 1750       | 41:36 | +3:58  | I/9-13      |
| 4       | Janusz Wojtyna       | Romana Wojtyna        | BMW 2002 Ti           | 42:26 | +4:48  | II/9-13     |
| 5       | Henryk Mandera       | Alojzy Orawiec        | Wartburg 353          | 44:02 | +6:24  | I-II/5-6    |
| 6       | Ewald Pauli          | Henryk Krakowczyk     | Volkswagen 1302 S     | 45:01 | +7:23  | II/8        |
| 7       | Maciej Sowiński      | Henryk Kalinowski     | BMW 1602              | 45:09 | +7:31  | I/8         |
| 8       | Ryszard Grychtoł     | Wojciech Ondraczek    | Polski Fiat 125p 1300 | 46:04 | +8:26  | I/7         |
| 9       | Ireneusz Porada      | Januariusz Czerwoniec | Polski Fiat 125p 1300 | 46:52 | +9:14  | II/7        |
| 10      | Krystian Bielowski   | Zenon Keller          | Polski Fiat 125p 1300 | 47:12 | +9:34  | I/7         |

1. ↑  Nieliczony w klasyfikacji RSMP